# Page 3
A Page 3  egy 2005-ös Hindi / angol Bollywoodi film, rendezte: Madhur Bhandarkar. Főszereplők Konkona Sen Sharma és Atul Kulkarni.

## Szereplők
- Konkona Sen Sharma … Madhvi Sharma
- Atul Kulkarni … Vinayak Mane
- Sandhya Mridul … Pearl Sequiera
- Tara Sharma … Gayetri Sachdeva
- Boman Iráni … Deepak Suri
- Bikram Saluja … Rohit Kumar
- Nasser Abdullah…Romesh Thapar

## Díjak
2005 National Film Awards (India)
- Golden Lotus Award – Best Film – Page 3 – Bobby Pushkarna
- Silver Lotus Award – Best Screenplay – Nina Arora, Manoj Tyagi
- Silver Lotus Award – Best Editing – Suresh Pai

2005 Zee Cine Awards (India)
- Best Female Debut – Konkona Sen Sharma